# Kanadaschnepfe
Die Kanadaschnepfe (Scolopax minor) ist eine Vogelart aus der Familie der Schnepfenvögel (Scolopacidae). Bei der im Osten Nordamerikas weit verbreiteten Art handelt es sich um einen gut erforschten Bewohner junger, offener Wälder und Lichtungen, der sich auf die Jagd nach Erdwürmern spezialisiert hat. Die Fortpflanzung und vor allem das Balzverhalten der Männchen, die mit charakteristischen, ausdauernden Rufen versuchen, möglichst viele Weibchen für sich einzunehmen, ist dabei für Ornithologen von besonderem Interesse. Die Kanadaschnepfe ist ein beliebtes Federwild, noch immer werden jährlich mehrere hunderttausend in freier Wildbahn lebende Exemplare von Jägern geschossen. Dennoch gilt die Art in ihrem Fortbestand als nicht konkret gefährdet. Im Frühjahr gehört die Kanadaschnepfe zu den frühesten am Boden brütenden Vogelarten im Nordosten Nordamerikas.

## Merkmale

### Körperbau und Aussehen

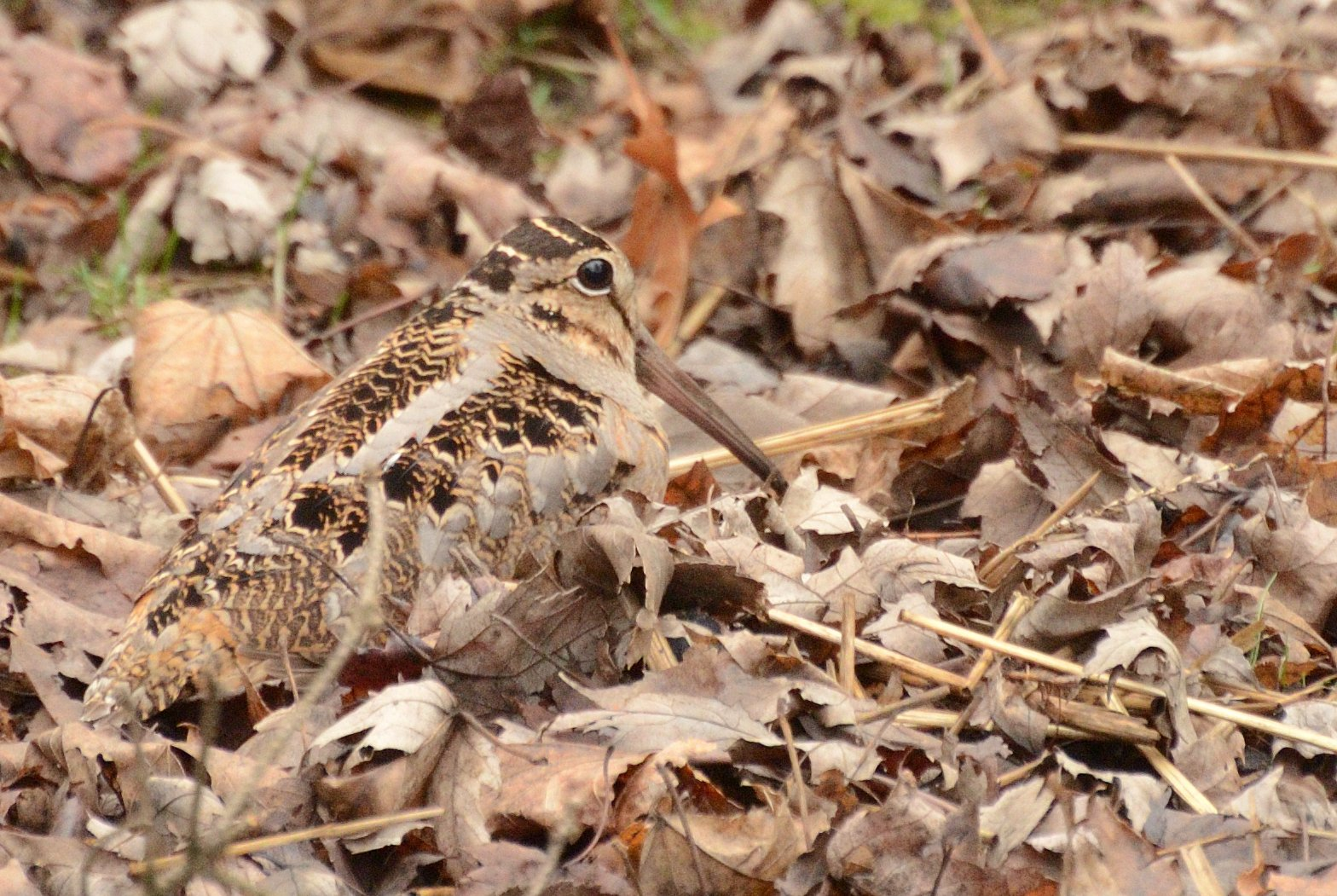
Das von Braun- und Grautönen dominierte Gefieder bietet der Kanadaschnepfe eine gute Tarnung zwischen herabgefallenem Laub.

Kanadaschnepfen sind kompakte, oft plump wirkende Vögel mit einem vergleichsweise großen Kopf und kurzem, kaum sichtbaren Hals. Die großen Augen mit dunkelbrauner Iris sitzen auffällig weit oben und hinten am Kopf. Durch diese Anordnung wird ein besonders weites Sichtfeld erlangt, bei dem es sich möglicherweise um das größte bei einer Vogelart überhaupt handelt. Die Beine sind für einen Schnepfenvogel verhältnismäßig kurz. Der Schwanz ist ebenfalls kurz und keilförmig geformt. Die Flügel sind hingegen lang, sehr breit und abgerundet. Die drei äußersten Handschwingen sind in ihrer Breite stark reduziert, bei Männchen meist stärker als bei Weibchen. Diese unter Schnepfenvögeln einzigartige Eigenschaft sorgt im Flug für ein charakteristisches, pfeifendes Geräusch. Der Schnabel ist an die Jagd auf in weicher Erde lebende Beute angepasst und daher besonders lang und gerade. Der Oberschnabel ist darüber hinaus weich und biegsam, eine spezielle Anordnung der Muskeln am Kopf erlaubt es, diesen unabhängig vom etwas kürzeren Unterschnabel zu bewegen. Die Fortbewegung am Boden erfolgt in der Regel laufend, nur selten auch hüpfend. Bei der Art liegt hinsichtlich der Körpergröße ein umgekehrter Sexualdimorphismus vor. Weibliche Vögel erreichen ausgewachsen eine Größe zwischen 27 und 31 cm und ein Gewicht von 151 bis 279 g, während ihre männlichen Artgenossen 25 bis 28 cm und 116 bis 219 g erreichen können. Die Länge des Schnabels macht etwa ein Viertel der Gesamtlänge aus und liegt für weibliche Exemplare bei 6,6 bis 7,8 cm, bei Männchen beträgt sie zwischen 5,9 und 6,9 cm. Die Flügelspannweite beträgt für Weibchen etwa 14,0 bis 14,6 cm, für Männchen hingegen 12,8 bis 13,4 cm. Insgesamt handelt es sich mit diesen Abmessungen um die kleinste Art aus der Gattung der Eigentlichen Schnepfen (Scolopax). Bei der Gefiederfärbung existiert zwischen den Geschlechtern kein Unterschied, ebenso fehlt ein dezidiertes Prachtkleid. Stattdessen dominieren das ganze Jahr über Braun- und Beigetöne, wodurch Kanadaschnepfen am Waldboden gut getarnt und oft nur schwer auszumachen sind. Das Gefieder an Kopf und Nacken zeigt eine orange-braune Grundfärbung, die von einem feinen, dunklen Augenstreif unterbrochen wird, der vom Schnabel bis in den Nacken verläuft. Parallel dazu zieht sich ein weiterer, oft weniger klar abgegrenzter Streif über die untere Wangenpartie. Über den hinteren Scheitel und das Genick verlaufen quer zwei bis drei breite, schwarz-braune Balken. Kopf und Rücken sind durch eine silber-graue, V-förmige Zeichnung an den Rändern des ansonsten braunen Mantels optisch voneinander getrennt. An Bürzel und Oberschwanzdecken findet sich erneut eine orange-braune Grundfärbung, die besonders in der Mitte dieser Körperpartien von dunkelbraunen Strichen und Tupfern durchzogen ist. Die Steuerfedern sind dunkelgrau und mit sehr breiten, silbrig-weißen Spitzen versehen. Die Vorderseite einschließlich der Unterschwanzdecken und Achselfedern ist etwas heller gefärbt als die Rückenpartien, an der Brust findet sich eine meist nur angedeutete, dunkelbraune Sprenkelung, während der Bauchbereich vor allem in der Mitte häufig leicht weißlich verwaschen wirken kann. Schulter- und Schirmfedern sind dunkelbraun bis fast schwarz und variabel weiß, haselnussbraun oder grau gesäumt. Die Flügeldecken sind zentral sehr dunkelbraun, mit unregelmäßigen, breiten Säumen in haselnussbraun und gräulichen Spitzen. Die Schwungfedern sind einheitlich matt braun gefärbt und gänzlich ungemustert. Die unbefiederten Läufe sind je nach Individuum grau- gelb- oder grünlich braun gefärbt. Der Schnabel ist bräunlich, mit etwas hellerer Basis und dunkler zur Spitze hin. Gelegentlich kommen auch leicht gelbliche oder grünliche Farbeinschläge vor.
In seltenen Fällen werden Kanadaschnepfen mit teilweise albinistischem Gefieder gemeldet, wobei komplett albinistische Vögel ebenso wie melanistische Exemplare bislang nicht bekannt sind. Darüber hinaus existiert offenbar eine extrem seltene Farbvariante mit überwiegend kupferfarbenem Gefieder, von der in einem Zeitraum von 40 Jahren lediglich drei Exemplare gemeldet worden sind.

### Jungvögel
Das Jugendkleid ist nur schwer vom Erwachsenengefieder zu unterscheiden. Grundsätzlich sind die Farben weniger intensiv, besonders an Wangen, Kehle und Oberbrust tendiert die Grundfärbung eher ins Grau-Braune. Bei manchen Exemplaren findet sich außerdem ein dunkelgraues Band im Bereich der Kehle, das eine grobe Altersbestimmung ermöglicht. Eine wirklich eindeutige Abgrenzung juveniler Exemplare gelingt allerdings meist nicht im Feld, sondern erfordert eine genaue Betrachtung der Armschwingen, deren Unterseiten im Jugendkleid sehr blasse Spitzen und dunkle Subterminalbinden aufweisen, die bei den Adulten fehlen. Das Erwachsenengefieder tragen Kanadaschnepfen nach Abschluss der zweiten vollständigen Mauser.

### Verwechslungskandidaten
Eine Verwechslung der Kanadaschnepfe mit anderen Arten ist eher selten, kommt aber gelegentlich mit einigen ähnlich gefärbten Arten wie den Schlammläufern (Limnodromus spec.) oder der Wilsonbekassine (Gallinago delicata) vor. Schlammläufer sind auf den ersten Blick vor allem an den längeren Beinen zu erkennen. Darüber hinaus sind sie geselliger und bevorzugen offenere Habitate als Kanadaschnepfen. Der Wilsonbekassine hingegen fehlen die auffälligen, breiten Querstreifen an Scheitel und Genick. Ein seltener Irrgast in Nordamerika ist außerdem die verwandte Waldschnepfe (S. rusticola), die jedoch deutlich größer und schwerer und allgemein dunkler gefärbt ist.

### Stimme und andere Lautäußerungen
Außerhalb der Brutzeit gelten Kanadaschnepfen als wenig ruffreudige, fast gänzlich stille Vögel. Dies ändert sich allerdings während der Balz, wenn die Männchen ihre teils sehr ausdauernden Zurschaustellungen am Boden und in der Luft beginnen. Am Balzplatz geben sie dabei während der Morgen- und Abenddämmerung einen typischen, wie ein summendes peent klingenden Laut von sich, der von einem sehr kurzen, gurrenden chako eingeleitet wird. Dieser lautstarke, für Menschen oft noch aus mehr als 200 m Entfernung hörbare Ruf wird häufig eine halbe Stunde, teilweise auch bis zu 45 Minuten lang, ständig wiederholt. Oft sind männliche Kanadaschnepfen zu dieser Zeit die ersten Vögel, die am Morgen zu hören sind und gehören auch in den Abendstunden zu den letzten noch zu hörenden Sängern. Als Hauptfunktion ihrer Rufe wird das Anlocken der Weibchen vermutet. Ebenso verhält es sich mit weiteren Lauten, die während spiralförmiger Flüge über dem Balzplatz ausgestoßen werden. Dabei erzeugen die Männchen mit Hilfe der Luft, die durch die Zwischenräume ihrer reduzierten Handschwingen strömt, einen recht melodischen, zwitschernden Klang. Frühe Forscher, die sich mit der Art beschäftigten, nahmen zunächst an, dass es sich dabei um den eigentlichen Gesang der Kanadaschnepfe handeln müsse. Tatsächlich wird dieses Geräusch jedoch rein mechanisch durch die vorbeiströmende Luft erzeugt. Neben diesen mit der Balz in Verbindung stehenden Lautäußerungen ist von männlichen Kanadaschnepfen außerdem ein hartes cac-cac-cac bekannt, das bei aggressiven Zusammenstößen zwischen Artgenossen zum Einsatz kommt. Die insgesamt deutlich stilleren Weibchen verfügen über einen vergleichsweise selten gehörten, pfeifenden Ruf.

## Verhalten

### Habitat und Lebensweise
Die Kanadaschnepfe bevorzugt junge, offene Wälder mit buschigem Unterwuchs und vergleichsweise vielen Lichtungen als Lebensraum. Darüber hinaus bieten auch wenig intensiv genutzte Wiesen und Felder der Art ein geeignetes Habitat, insbesondere als Schauplatz der Balz der Männchen und als Ruheplatz, an denen sich die ansonsten solitär lebenden Vögel in kleinen Gruppen sammeln, um zu schlafen. Obwohl es sich um Einzelgänger handelt, sind sie außerhalb der Brutzeit nicht territorial oder aggressiv gegenüber Artgenossen, ein festes Revier besetzen sie nicht. Besonders hohe Populationsdichten erreicht die Art in Regionen mit fruchtbaren, lockeren Böden wie etwa dem Tal des Sankt-Lorenz-Stroms im Südosten Kanadas, da diese die Nahrungssuche erheblich erleichtern. Umgekehrt sind Kanadaschnepfen in Gebieten mit Lehm- oder recht sauren, nährstoffarmen Böden eher selten anzutreffen. Besonders während der Migration können die Vögel auch in ansonsten eher ungeeignetem Habitat wie beispielsweise von Menschen gepflegten Rasenflächen, savannenartigen Landschaften oder von Sauergräsern dominierten Feuchtgebieten angetroffen werden. Die Nähe zu offenen Wasserflächen wird selten gescheut, im Gegenteil schwimmen Kanadaschnepfen auch gelegentlich in tieferem Wasser, um dort zu baden. Die Aktivitätsphasen der Art variieren saisonal, während sie sich im Frühling und Sommer vornehmlich während des Tages auf Nahrungssuche begeben, sind die Vögel den Rest des Jahres über eher dämmerungs- und nachtaktiv. Werden sie gestört, bleiben sie zunächst mit vor- und zurück schaukelndem Körper stehen und beobachten den Eindringling aufmerksam. Zieht sich dieser nicht zurück, ergreifen sie mit einem schnellen, aufwärtsgerichteten Flug die Flucht.

### Ernährung und Jagdverhalten
Kanadaschnepfen sind auf die Jagd nach Regenwürmern und anderen Wenigborstern spezialisiert, die mit dem langen, biegsamen Schnabel aus der weichen Erde gezogen und direkt verzehrt werden. Hinzu kommen andere, oberirdisch lebende Wirbellose wie Schnecken, Tausendfüßer, Spinnen, Schnepfenfliegen, Käfer oder Hautflügler. Die genaue Zusammensetzung der Ernährung kann dabei regional stark variabel sein und sich insbesondere zwischen Brutgebiet und Winterquartier erheblich unterscheiden. Insgesamt machen Wirbellose typischerweise circa 80 % der Gesamtnahrung aus. Ergänzt wird der Speiseplan durch pflanzliche Nahrung, darunter etwa Sämereien von Fuchsschwanz, Rosengewächsen oder Sauergräsern. Der Flüssigkeitsbedarf wird über die Nahrung gestillt, zusätzliches Wasser wird nicht aufgenommen. Bei der Jagd auf Erdwürmer bewegen sich Kandaschnepfen langsam gehend fort und bleiben gelegentlich mit vor und zurück wippendem Körper stehen, das Gewicht auf dem vorderen Fuß und den Kopf völlig still haltend. Einige Ornithologen nehmen an, dass es sich dabei um eine Methode handelt, Vibrationen im Boden zu erzeugen, die die Würmer dazu verleiten, sich in Bewegung zu setzen, wodurch sie für den Vogel leichter auszumachen sind. Dies gilt jedoch nicht als endgültig erwiesen. Eine andere Möglichkeit, versteckte Würmer aufzuspüren, könnten langsame, oft weit auseinander gesetzte Stiche mit dem Schnabel in den Boden sein, die oft der eigentlichen, deutlich hektischeren Jagd mit schnell aufeinander folgenden, gezielten Stichen vorausgehen. Der biegsame, empfindsame Oberschnabel fungiert dabei als Tastorgan.

## Fortpflanzung

### Brutzeit und Balzverhalten
Die Brutzeit beginnt in südlichen Regionen Anfang Februar, selten auch bereits im Januar, während weiter nördlich nicht vor April mit dem Brutgeschäft begonnen wird. Dennoch gehört die Art im Norden zu den frühesten Bodenbrütern. Die letzten Bruten verlassen normalerweise Ende Juni die Nistplätze. Kanadaschnepfen pflanzen sich polygyn fort, die Männchen sind bemüht, sich in einer Saison mit möglichst vielen Weibchen zu paaren. Ansonsten beteiligen sie sich nicht am Nestbau oder der Aufzucht der Nachkommen. Geschlechtsreife Männchen wählen – idealerweise im Abstand von einigen hundert Metern voneinander – eine offene Lichtung oder ein Feld als Ort für ihre Zurschaustellungen, den sie gegen Konkurrenten verteidigen. Zu echten Kämpfen mit körperlichem Kontakt kommt es dabei allerdings nur sehr selten, meist lassen sich Eindringlinge durch lautes Rufen und enge Verfolgungsflüge vertreiben. Dieselbe Lichtung wird oft über mehrere Jahre hinweg immer wieder aufgesucht. Haben die Männchen einen geeigneten Ort gefunden, versuchen sie die Weibchen mit lautem Rufen und spiralförmigen Flügen, bei denen ihre Handschwingen ein zwitscherndes Geräusch verursachen, zu sich zu locken. Dabei sind sie äußerst ausdauernd, viele Exemplare setzen dieses Verhalten noch lange fort, nachdem der Großteil der Weibchen bereits mit der Eiablage und Bebrütung begonnen hat. Auch wenn bereits die meisten Küken geschlüpft sind, können oft noch immer die Rufe vereinzelter Männchen gehört werden. Zeigt sich ein interessiertes Weibchen an einem Gesangsplatz, nähert sich das Männchen diesem mit ausgebreiteten Flügeln und aufgefächertem Schwanz und gibt dabei einen gurrenden Laut von sich. Die Begattung erfolgt nur ein einzelnes Mal, woraufhin das Weibchen sich entfernt und kurz darauf mit der Auswahl des Nistplatzes beginnt. Trotz der polygynen Fortpflanzungsweise haben genetische Untersuchungen ergeben, dass eine Brut jeweils nur von einem Männchen abstammt, was darauf hindeutet, dass Weibchen sich nicht mit mehreren Partnern paaren.

### Nest und Eier

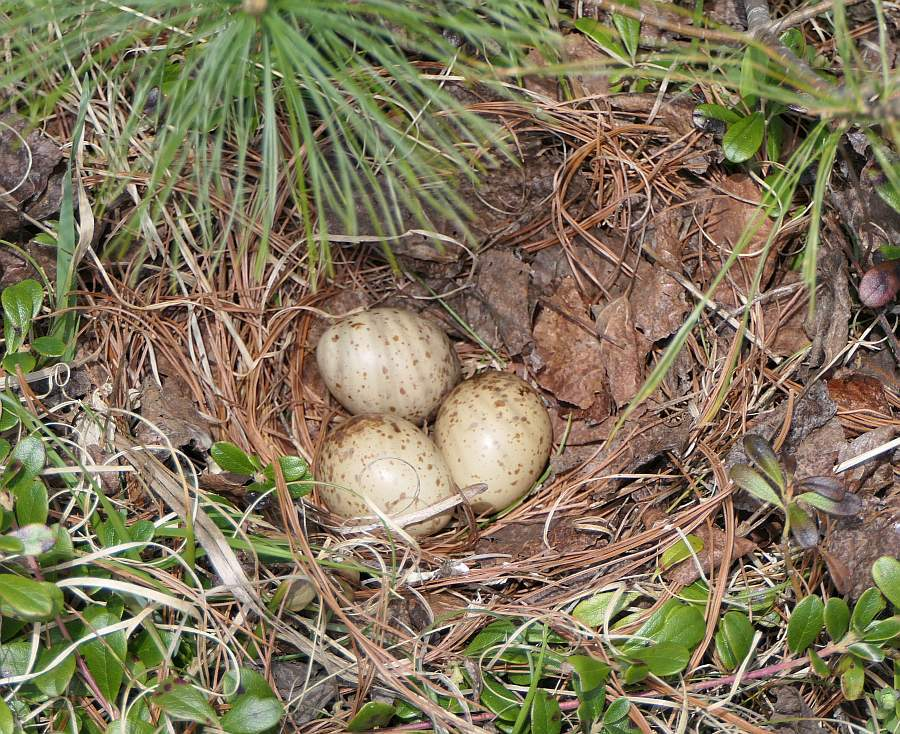
Nest mit drei Eiern

Bevorzugte Nistplätze können regional in recht unterschiedlichen Habitaten gelegen sein. So werden in den südlichen Vereinigten Staaten Nester gern in mittelalten und offenen, von Hartlaubgewächsen dominierten Wäldern angelegt. Weiter nördlich zeigt sich eine Präferenz für menschengemachte Umgebungen wie Obstwiesen oder Stoppelfelder, während ganz im Norden des Brutgebiets Nester meist in jungen, relativ hochgelegenen Mischwäldern gebaut werden. Der Standort ist dabei nie allzu weit, normalerweise höchstens 140 m, von den Singplätzen der Männchen entfernt. Das eigentliche Nest wird in jedem Fall direkt am Boden angelegt. Es handelt sich dabei um eine einfache Vertiefung von durchschnittlich 12 cm Durchmesser und 3,8 cm Tiefe. Meist bieten bereits vorhandene Blätter und Zweige eine gewisse Isolierung, zusätzliches Nistmaterial wird allerdings scheinbar nicht herangeschafft. Manche Weibchen verzichten auch ganz auf das Aufscharren einer Mulde und legen ihre Eier stattdessen einfach auf einem kleinen Haufen toter Blätter und Ästchen ab.
Die Gelegegröße liegt normalerweise bei vier Eiern, gelegentlich kommen auch Gelege mit einem bis drei Eiern vor. In seltenen Fällen gefundene Nester mit fünf oder mehr Eiern sind möglicherweise das Resultat von mehreren Weibchen, die ihre Eier aus unklaren Gründen in dasselbe Nest ablegen. Die Eier selbst sind birnen- bis eiförmig geformt, bei 20 vermessenen Gelegen lagen ihre durchschnittlichen Maße bei 38,8 × 29,7 mm. Das Lebendgewicht beträgt etwa 17,5 g oder circa 8,5 % des Gewichts eines durchschnittlichen Weibchens. Die Schale zeigt eine gräulich-orange Grundfarbe mit unregelmäßigen Tupfern und Sprenkeln in braun, violett- oder blau-grau, die am dickeren Ende des Eis konzentriert auftreten. Die Oberfläche ist leicht glänzend.

### Inkubation und Jungvögel

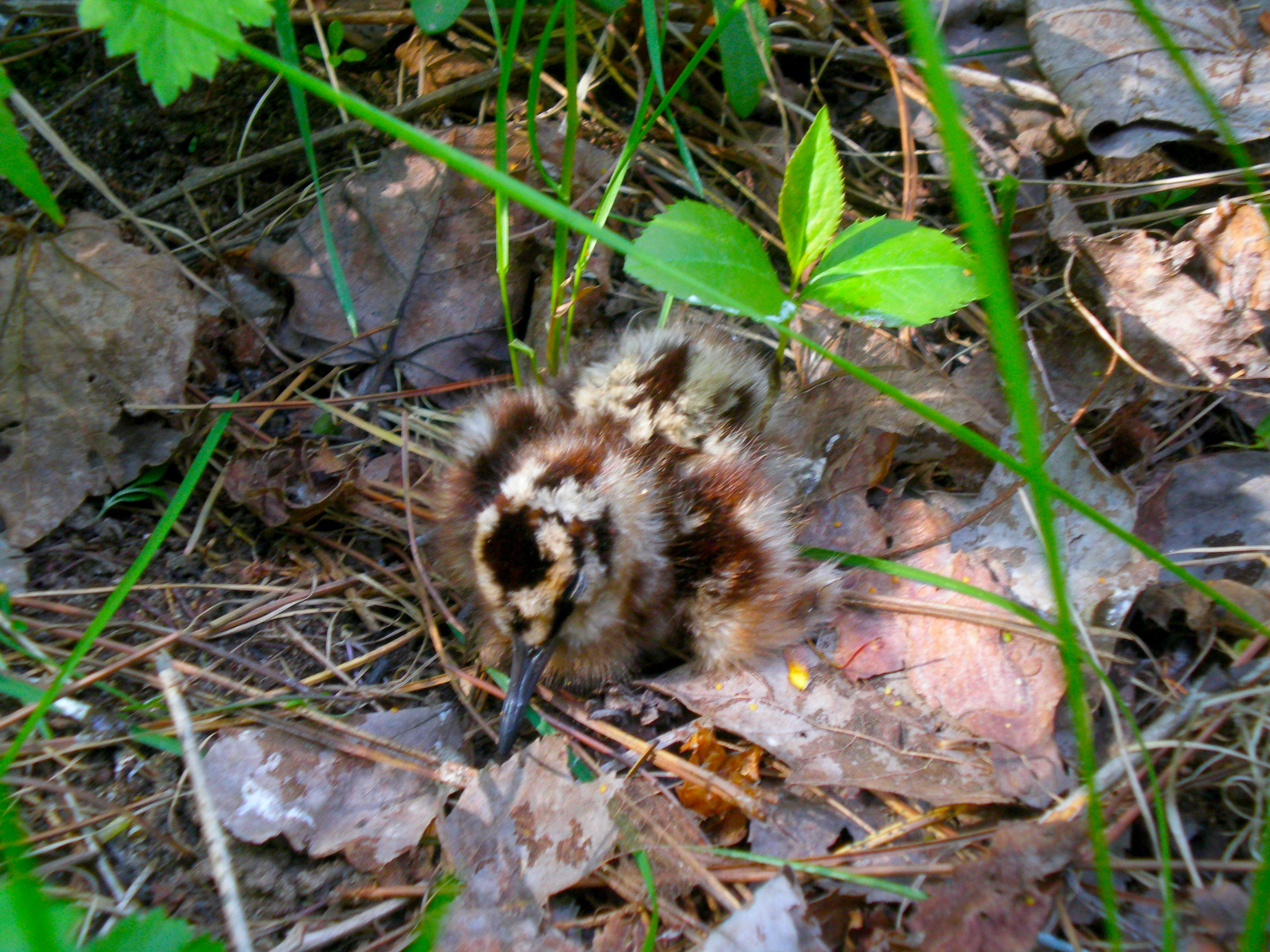
Küken in der Fort Custer Recreation Area, Michigan, Vereinigte Staaten

Das Weibchen beginnt nach der Ablage des letzten Eis mit der Bebrütung, die Inkubationszeit liegt bei 20 bis 22 Tagen. Unfruchtbare Eier werden erst nach bis zu 38 Tagen endgültig aufgegeben. In dieser Zeit verbringt die Mutter fast ihre gesamte Zeit in aufrechter Haltung und mit gesenktem Kopf auf den Eiern sitzend, lediglich in der Morgen- und Abenddämmerung unternimmt sie kurze Flüge zur Nahrungsaufnahme. Bei Bedrohungen fliegt das Weibchen schnell auf, landet in Sichtweite und täuscht zitternd und mit herabhängenden Flügeln eine Verletzung vor, um den Eindringling vom Nest abzulenken. Fortgesetzte Störungen durch Menschen führen besonders in frühen Phasen der Inkubation regelmäßig zur Aufgabe einer Brut. Darüber hinaus führen fortgesetzter Schneefall und Prädation durch Raubtiere zu einem Verlust von bis zu 50 % der Nester. Um dies auszugleichen, starten viele Weibchen nach dem Verlust einer Brut einen weiteren Versuch in derselben Saison. Ist die erste Brut erfolgreich, folgt jedoch kein weiterer Brutvorgang mehr im selben Jahr. In erfolgreichen Nestern schlüpfen alle Jungvögel innerhalb eines Zeitraums von vier bis fünf Stunden, woraufhin sie von der Mutter gehudert werden, bis ihr weiches, bei der Geburt vorhandenes Daunenkleid getrocknet ist. Dieses ist zunächst von hellgrauer Grundfarbe und in verschiedenen Brauntönen gemustert, was den Küken direkt eine gute Tarnung am Erdboden beschert. Die Augen sind schon bei der Geburt geöffnet. Junge Kanadaschnepfen sind Nestflüchter, die den Nistplatz bereits im Alter von wenigen Stunden gemeinsam mit der Mutter verlassen. Nach wenigen Tagen beginnen sie bereits, im Boden mit dem Schnabel nach Fressbarem zu suchen, werden jedoch zunächst auch noch gefüttert. Erste kurze Flüge unternehmen sie im Alter von etwa zwei Wochen und sind schon nach einer weiteren Woche geübte Flieger. Nach fünf Wochen sind die Jungvögel dann vollkommen unabhängig und verlassen die Obhut der Mutter. Bereits im Alter von einem Jahr sind Kanadaschnepfen geschlechtsreif und brüten selbst oder versuchen erstmals sich fortzupflanzen.

## Verbreitung und Migration

Verbreitungsgebiet der Kanadaschnepfe
Brutgebiete
Ganzjährig
Winterquartiere

Die Kanadaschnepfe bewohnt ein sehr großes Verbreitungsgebiet, das weite Teile des östlichen Nordamerikas umfasst. Die wichtigsten Brutgebiete liegen in einem Gebiet zwischen den kanadischen Seeprovinzen und dem südöstlichen Manitoba südwärts bis nach Virginia, Kentucky, Missouri, Kansas, Illinois, Tennessee und North Carolina in den Vereinigten Staaten. Im Westen folgt die Grenze des Brutgebiets grob dem 98. Breitengrad. Südlich dieser Region sind Bruten bis nach Zentral-Florida und Ost-Texas bekannt, jedoch in deutlich geringerer Zahl als weiter nördlich. Das nördlichste bekannte Nest wurde in York Factory, das westlichste im Riding-Mountain-Nationalpark, beide in Manitoba gelegen, dokumentiert. Kanadaschnepfen sind Zugvögel, die sich im Herbst auf den Weg Richtung Süden in ihre Winterquartiere begeben, die sich bis an die Golfküste der Vereinigten Staaten erstrecken. Im Winter gelingen die südlichsten Sichtungen meist ganz im Süden von Texas. Zwischen Brutgebieten und Winterquartieren besteht eine erhebliche Überschneidung. Ob manche Populationen in zentralen Regionen möglicherweise nicht migrieren und stattdessen das ganze Jahr über standorttreu bleiben, ist bislang unbekannt. Die ersten Vögel beginnen ihren Zug im September und erreichen ihre Ziele Ende Oktober, etwa ab Mitte Dezember ist der Großteil der Kanadaschnepfen in den Winterquartieren angekommen. Ab Mitte Januar begeben sich die ersten Vögel bereits auf den Rückweg, wobei Männchen typischerweise früher starten als ihre weiblichen Artgenossen. Bis Ende Februar haben sich fast alle Exemplare auf den Weg gemacht, die nördlichen Brutgebiete werden dann ab Mitte März, allerspätestens bis Mitte April wieder besiedelt. Besonders die Herbstmigration ist eher unvorhersehbar und offenbar stark durch das Wetter beeinflusst. Besonders das Fehlen starker Kaltfronten kann diese Wanderung in manchen Jahren verzögern. Gezogen wird in eher geringen Höhen, allein oder in kleinen Gruppen während der Nacht. Frühe Berichte aus der Zeit vor den Bestandsrückgängen der Art erwähnen hingegen noch Schwärme von einigen hundert Individuen. Die Orientierung erfolgt sehr wahrscheinlich visuell anhand markanter geografischer Objekte wie dem Mississippi River und dessen Nebenflüssen oder den Ozark Mountains.

## Gefährdung und Schutzmaßnahmen

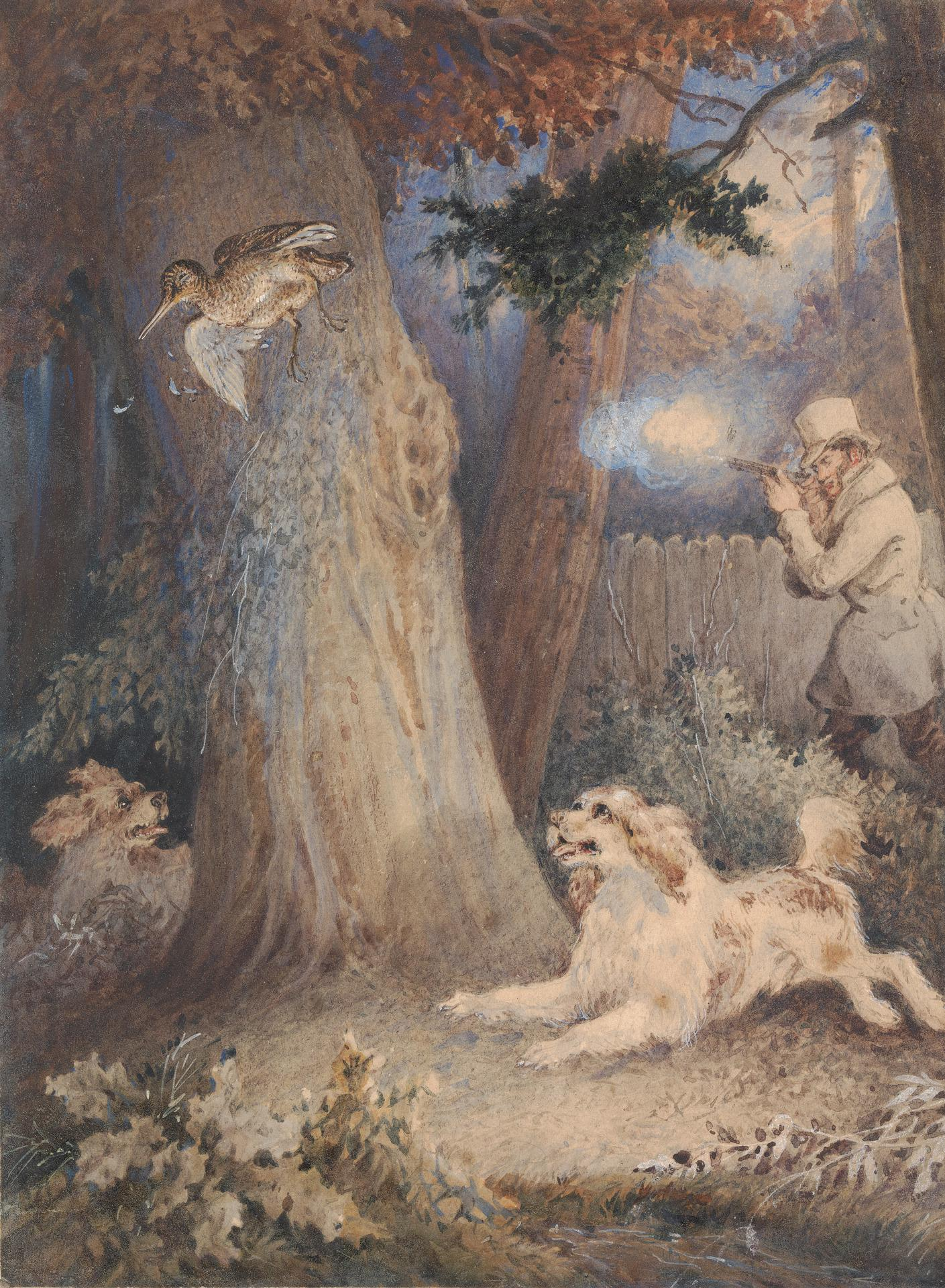
William Heath: Woodcock Shooting (undatiert)

Die Kanadaschnepfe gilt als noch immer häufiger und weit verbreiteter Vogel, erreicht jedoch in moderner Zeit nicht mehr die historischen Populationszahlen, die vor Beginn des 20. Jahrhunderts Nordamerika besiedelten. BirdLife International schätzt den Bestand im Jahr 2020 auf etwa 3.500.000 adulte Exemplare. Die IUCN stuft die Art vor allem auf Grund dieser hohen Zahl auf der niedrigsten Gefährdungsstufe least concern („nicht gefährdet“) ein. Obwohl ihre Beliebtheit in den letzten 60 Jahren graduell nachgelassen hat, ist die Art sowohl in den Vereinigten Staaten als auch in Kanada noch immer ein gefragtes Federwild, das vor allem für den eigenen Verzehr geschossen wird. In den 1970er Jahren wurden allein in den USA jährlich circa 1.500.000 Vögel von 500.000 Jägern getötet, mit weiteren 120.000 geschossenen Exemplaren in Kanada. Anfang der 1990er-Jahre war diese Zahl auf etwa 400.000 Jäger und 1.100.000 getötete Kanadaschnepfen gesunken. Aktuellere Zahlen aus den Jagdsaisons der Jahre 2010 und 2011 nennen 333.000 Abschüsse jährlich. Bereits um das Jahr 1900 herum kamen bei Forschern erste Bedenken auf, dass die starke Bejagung der Kanadaschnepfe zu Bestandseinbrüchen und langfristig zum Verschwinden der Art führen könnte. Neben dieser direkten Bejagung stellt der Einsatz von Pestiziden in der Landwirtschaft eine konstante Bedrohung dar. Hinzu kommen Vergiftungen mit Schwermetallen wie Blei und Cadmium, die in die Umwelt eingetragen werden und sich im Boden in den dort lebenden Erdwürmern anreichern, welche die Hauptbeute der Kanadaschnepfe darstellen. Forscher gehen davon aus, dass die Art zunächst von menschengemachten Veränderungen ihres Lebensraums, wie der Öffnung einstmals dichter Wälder und der Schaffung offener Flächen wie Farmen und Plantagen profitieren konnte. Viele dieser neu geschaffenen Habitate sind jedoch mittlerweile entweder durch natürliche Sukzession oder Siedlungsdruck wieder verschwunden. Als bodenbrütender Vogel steht die Kanadaschnepfe außerdem auf dem Speiseplan einer ganzen Reihe sowohl natürlich vorkommender als auch eingeschleppter Prädatoren. In der Nähe menschlicher Siedlungen sind hier im Speziellen Hauskatzen zu nennen, die sowohl adulte Vögel als auch noch flugunfähige Jungen erbeuten. Zu den weiteren Beutegreifern zählen unter anderem Habicht (Accipiter gentilis), Virginia-Uhu (Bubo virginianus), Schleiereule (Tyto alba), Amerikanischer Nerz (Mustela vison), Waschbär (Procyon lotor) und Graufuchs (Urocyon cinereoargenteus). Die Gelege fallen darüber hinaus regelmäßig diversen Schlangenarten zum Opfer. Ungefähr seit Mitte der 1980er-Jahre wird versucht, die jährlichen Verluste der Art durch eine Regulierung der Jagd und die Einführung einer Schonzeit zu begrenzen. Seit 1990 sind diese Bemühungen im sogenannten American Woodcock Management Plan des United States Fish and Wildlife Service festgeschrieben, der im Jahr 2008 durch den American Woodcock Conservation Plan ergänzt wurde. Letzterer teilt das Verbreitungsgebiet in eine Reihe von Zonen ein und nennt für jede davon mögliche Maßnahmen, die den langfristigen Erhalt der Art sicherstellen sollen. Einzelne Pilotprojekte, etwa in der Moosehorn National Wildlife Refuge im Bundesstaat Maine hatten bereits gezeigt, dass Kanadaschnepfen in kurzer Zeit positiv auf die Schaffung neuer, geeigneter Lebensräume reagieren.

## Systematik
Die Erstbeschreibung der Kanadaschnepfe stammt aus dem Jahr 1789 und geht auf den deutschen Zoologen Johann Friedrich Gmelin zurück, der zugrundeliegende Holotyp war im US-Bundesstaat New York gesammelt worden. Als wissenschaftlichen Namen der neuen Art wählte Gmelin das Binomen Scolopax minor. Das Artepitheton stammt aus dem lateinischen und bedeutet in etwa „kleiner“, was sich auf die geringere Körpergröße der Kanadaschnepfe im Vergleich zur aus Europa bekannten Waldschnepfe bezieht. Die Art gilt als monotypisch, außerdem wird die 1839 von John James Audubon beschriebene Art Microptera americana heute als Juniorsynonym von Scolopax minor betrachtet. Die Kanadaschnepfe bildet nach moderner Auffassung gemeinsam mit der Waldschnepfe und sechs weiteren, allesamt altweltlich verbreiteten Arten die Gattung der Eigentlichen Schnepfen (Scolopax). Während die Verwandtschaftsverhältnisse dieser anderen Arten untereinander recht eindeutig sind, ist die genaue Abstammung der Kanadaschnepfe hingegen bislang unklar. Aus dem frühesten Pleistozän Nordamerikas ist mindestens eine weitere, fossile Scolopax-Art bekannt, die vermutlich recht eng mit der heutigen Kanadaschnepfe verwandt gewesen sein dürfte. Darüber hinaus wurden in Alabama, Florida, Missouri, Tennessee und Virginia circa 0,6 Millionen Jahre alte Fossilien aus dem Spätpleistozän gefunden, bei denen es sich eindeutig um Kanadaschnepfen handeln dürfte.